# Митонго Мутеба, Рене
Рене́ Митонго́ Мутеба́ (фр. René Mitongo Muteba; родился 18 января 2008) — бельгийский футболист, нападающий клуба «Стандард».

## Клубная карьера
Воспитанник бельгийских академий «Мехелен», «Хейст», «Льерс», «Беверен» и «Гент», в 2020 году Митонго Мутеба присоединился к льежскому «Стандарду». 4 мая 2025 года дебютировал за основную команду клуба, выйдя на замену в матче Про-лиги против «Шарлеруа».

## Карьера в сборной
Выступал за сборные Бельгии до 16 и до 17 лет.